# Дюмеево
Дюмеево (баш. Дөмәй) — село в Илишевском районе Республики Башкортостан Российской Федерации. Административный центр Дюмеевского сельсовета.

## Географическое положение
Расстояние до:
- районного центра (Верхнеяркеево): 23 км,
- ближайшей ж/д станции (Буздяк): 87 км.

## История
Село было основано под названием Девеево в 1666 году башкирами Кыр-Еланской волости Казанской дороги на собственных вотчинных землях. В 1731 году согласно договору о припуске здесь поселились тептяри. Со 2‑й половины XVIII века фиксировалось как Дюмеево — по имени сына основателя села Дюмея Девеева. С возникновением в конце XVIII века деревни Новодюмеево (просуществовала до 1980‑х годов) именовалось как Стародюмеево. Село являлось центром 20‑го башкирского кантона (на 1855 год).

## Население
| 2002 | 2009 | 2010 |
| ---- | ---- | ---- |
| 878  | →878 | ↘851 |

## Религия
В селе есть мечеть.